# Bethany Joy Lenz-Galeotti
Bethany Joy Lenz (Hollywood, 2 april 1981) is een Amerikaans actrice en zangeres. Ze is vooral bekend door de serie One Tree Hill.

## Biografie
Lenz raakte al vroeg betrokken in het artiestenleven. Toen ze zeven jaar oud was, had ze haar eerste theaterrol te pakken; ze speelde een rol in The Wonderful Wizard of Oz. Toen ze 15 jaar oud was, in 1996, was ze in haar eerste film, Thinner, te zien.
Lenz kreeg echter voor het eerst aandacht toen ze in 1998 in de soapserie Guiding Light belandde. Nadat ze ook in de Broadway musical Foxy Ladies Love/Boogie 70's Explosion te zien was, verhuisde ze naar Los Angeles, waar ze gastrollen kreeg in een reeks televisieseries, waaronder Charmed en Felicity.
In 2003 werd Lenz bekend bij het grote publiek, toen ze de rol van Haley James Scott kreeg in de populaire tienerserie One Tree Hill. Tijdens haar participatie aan deze televisieserie, waar ze overigens nog altijd in te zien is, had ze ook een rol in de tienerfilm Bring It on Again (2004).
Lenz heeft twee onafhankelijke albums uitgebracht. Haar eerste album, Preincarnate, bracht ze uit in 2002. In maart 2005 toerde ze een maand lang met onder andere Tyler Hilton, The Wreckers en Gavin DeGraw om One Tree Hill te promoten. In 2005 bracht ze haar album Come on Home uit.

## Privéleven
Bethany trouwde op 31 december 2005. Het koppel ging uit elkaar in 2012. In februari 2011 werd ze voor het eerst moeder van een dochter.
Het echtpaar was hoofdeigenaar van het restaurant Galeotti’s Restaurant. Na de scheiding volgde ook de sluiting van het restaurant.
Ze heeft samen met een vriendin Amber Sweeney de band Everly opgericht. Sweeney had tevens een gastrol in One Tree Hill.

## Televisie
- Guiding Light als Michelle Bauer Santos (1998–2000)
- Mary and Rhoda als Rose Cronin (2000)
- Burning Down The House (pilot)
- 1972 als Jess (pilot)
- Destiny (pilot)
- One Tree Hill als Haley James Scott (2003-2012)
- Colony als April (2017)

## Gastrollen
- Guiding Light als Reva Shayne (1998)
- Off Centre als Heather (2001)
- Charmed als Lady Julia (2001)
- Felicity als Gretchen (2001)
- The Legacy als Jess (2002)
- Maybe It's Me als The Salesgirl (2002)
- The Guardian als Claire Stasiak (2003)
- Bring it on again als Marni (2004)
- Dexter als Cassie Jollenston (2013)
- CSI: Crime Scene Investigation als Darcy Blaine (2013)
- Sock Monkee Therapy als Holly (2013)
- Agents of S.H.I.E.L.D. als Stephanie Malick (2016)
- American Gothic als April (2016)
- Grey's Anatomy als Jenny (2018)

- Bibliothèque nationale de France: cb16601899c (data)
- Gemeinsame Normdatei: 1299021115
- International Standard Name Identifier: 0000 0000 7756 8340
- Library of Congress Control Number: no2010043769
- MusicBrainz: 4d26bfe6-eec6-4ad1-89e0-396b483dc3cd
- Virtual International Authority File: 108068985
- WorldCat: E39PBJgCR6CfkDFxX9hkBq8jYP